# 346 Hermentaria
346 Hermentaria là một tiểu hành tinh rất lớn và sáng ở vành đai chính. Nó được xếp loại tiểu hành tinh kiểu S.
Tiểu hành tinh này do Auguste Charlois phát hiện ngày 25.11.1892 ở Nice. Tên của nó có thể được đặt theo tên làng Herment, tỉnh Puy-de-Dôme, Pháp (?).